# Comissão Brasileira de Atividades Espaciais
A Comissão Brasileira de Atividades Espaciais (COBAE), tinha como finalidade assessorar o Presidente da República na consecução da Política Nacional de Desenvolvimento das Atividades Espaciais (PNDAE). Ela foi criada em 20 de janeiro de 1971, pelo decreto nº 68.099.
Em 1985, a COBAE firmou um acordo com a NASA, para estudos da influência da região amazônica na química troposférica na camada limite planetária sobre aquela floresta.
Como era uma comissão, a COBAE não constituiu um corpo de funcionários permanente. Seu papel desde o início, era apenas reagir as ações das instituições que desenvolviam os programas da área espacial, fornecendo assessoria política a Presidência da República sobre o assunto.
Em agosto de 1977, no primeiro SAE (Seminário de Atividades Espaciais) organizado pela COBAE no Rio de Janeiro, foram discutidas as bases para a estruturação do Programa Nacional de Atividades Espaciais (PNAE) para o período 1978-1985. Ficou estabelecido que esse primeiro PNAE ficaria dividido em dois períodos, 1978-1979 e 1980-1985, ficando os dois primeiros anos dedicados à formação de recursos humanos e à busca de dotação orçamentária para implementar os projetos apresentados no Seminário.
Em novembro de 1979, ocorreu o segundo SAE em São José dos Campos, com o objetivo de atualizar os projetos em andamento, examinar novos projetos para o período 80/85 e fornecer subsídios para a elaboração do III Plano Básico de Desenvolvimento Científico e Tecnológico (III PBCT).
Em 22 abril de 1980, o Presidente da COBAE, submete o resultado desse seminário ao Presidente da República, solicitando a aprovação da agora Missão Espacial Completa Brasileira (MECB) e alocação de recursos para ela. A partir desse momento, o projeto é aprovado e recebe a designação de Missão Espacial Completa Brasileira (MECB).